# 二(4-乙酰基苯基)甲烷
二(4-乙酰基苯基)甲烷是一种酮类有机物，化学式为C17H16O2。它可由二苯基甲烷和乙酰氯在三氯化铝催化下于二氯甲烷（或二硫化碳）反应制得。它在硝酸-硫酸混酸中于3 °C反应，可以得到二(2-硝基-4-乙酰基苯基)甲烷。它可以被次溴酸钠氧化为二(4-羧基苯基)甲烷。